# Dieter T. Roth
Dieter Thomas Roth (* 1975 in Charlotte, North Carolina, USA) ist ein deutsch-amerikanischer Theologe und Hochschullehrer. Sein theologisches Fachgebiet ist das Neue Testament.

## Leben und Wirken
Im Jahre 1997 absolvierte Roth seinen Bachelor of Arts (Highest Distinction) an der University of North Carolina at Chapel Hill unterstützt durch ein Stipendium des Morehead-Cain Scholars Programs. Es folgte im Jahre 2004 sein Master of Divinity an der Reformed Theological Seminary-Charlotte. Von  2004 bis 2006 erlangte er seine als Promotion Doctor of Philosophy Coursework in Hermeneutics and Biblical Interpretation (NT) am Westminster Theological Seminary-Philadelphia. Ein nachfolgendes Promotionsstudium führte ihn nach Europa, so studierte er an der University of Edinburgh als Stipendiat des College of Humanities and Social Science Studentship und Overseas Research Students Award von 2006 bis zum Jahre 2009.
Seine Habilitation konnte er im Jahre 2016 an der Johannes Gutenberg-Universität zu Mainz erstellen.
Dort war Roth von 2010 bis 2017 wissenschaftlicher Mitarbeiter an der Evangelisch-Theologischen Fakultät.
Bekannt wurde Roth u. a. durch seine Rekonstruktion des ‚Marcion-Evangeliums‘. 
Roth versuchte einen Text zu erstellen, der mit möglichst hoher Wahrscheinlichkeit genau das wiederzugeben vermag, was anhand der Quellen rekonstruierbar war. Dazu untersuchte er vor allem drei Hauptquellen: den Adversus Marcionem von Tertullian, das Panarion (oder Adversus haereses) von Epiphanios von Salamis sowie den Adamantius-Dialog (Περὶ τῆς εἰς θεὸν ὀρθῆς πίστεως Peri tēs eis theon orthēs pisteos), um Textstellen miteinander abzugleichen, die das marcionitische Evangelium wiedergeben können. Diese drei Quellen weisen Zitate aus dem marcionitischen Evangelium auf.
Seine zentrale Methodik war dabei die Analyse der Zitiergewohnheiten der jeweiligen Kirchenväter, mit deren Hilfe Roth auch widersprüchliche Zeugnisse der Häresiologen erklärte. Überlieferungsgeschichtliche Spekulationen und Überlegungen sollten in seinem methodischen Ansatz ausdrücklich keine Bedeutung mehr einnehmen können. Das betraf zum einen die Theologie Marcions, zum anderen aber wollte er sich in der Bearbeitungsrichtung zwischen den Texten des Lukas und Marcions nicht festlegen. Roth griff hierzu auch auf die Handschriftentradition des Evangeliums nach Lukas zurück, um Widersprüche zwischen den häresiologischen Referaten aufzulösen.

## Werke (Auswahl)
- The Text of Marcion’s Gospel. New Testament Tools, Studies and Documents 49, Brill, Leiden 2015, ISBN 978-90-04-24520-4
- P45 as Early Christian Artifact: Considering the Staurogram and Punctuation in the Manuscript. In Chris Keith, Dieter T. Roth (Hrsg.): Mark, Manuscripts and Monotheism: Essays in Honor of Larry Hurtado Library of New Testament Studies 528, T&T Clark,  London 2014, S. 118–129.
- Master  as Character in the Q Parables. In  Dieter T. Roth, Ruben Zimmermann, Michael Labahn (Hrsg.): Metaphor, Narrative, and Parable in Q. Wissenschaftliche Untersuchungen zum Neuen Testament 315, Mohr Siebeck, Tübingen 2014, S. 371–96.
- Missionary Ethics in Q 10:2-12. In Kobus Kok et al.: Sensitivity to Outsiders: Exploring the Dynamic Relationship between Mission and Ethics in the New Testament and Early Christianity. Wissenschaftliche Untersuchungen zum Neuen Testament 2.364, Mohr Siebeck, Tübingen 2014, S. 81–100.
- The Words of Jesus and the Torah: A Consideration of the Role of Q. 6,47-49. In Markus Tiwald (Hrsg.): Kein Jota wird vergehen: Das Gesetzesverständnis der Logienquelle auf dem Hintergrund frühjüdischer Theologie. Beiträge zur Wissenschaft vom Alten und Neuen Testament 200, Kohlhammer, Stuttgart 2013, S. 89–110.
- The Text of the Lord’s Prayer in Marcion’s Gospel. Zeitschrift für die neutestamentliche Wissenschaft und die Kunde der älteren Kirche 103 (2012): 47–63.
- Marcion and the Early Text of the New Testament. In Charles E. Hill, Michael J. Kruger (Hrsg.): The Early Text of the New Testament. Oxford University Press, Oxford (UK) 2012, S. 302–12.
- The Friends of Jesus: Mary Magdalene, the Family at Bethany, and the Beloved Disciple. In Chris Keith, Larry Hurtado, Grand Rapids (Hrsg.): Jesus Among Friends and Enemies: A Historical and Literary Introduction to Jesus in the Gospels. Baker Academic, Ada, MI 2012.
- Did Tertullian Possess a Greek Copy or Latin Translation of Marcion’s Gospel? Vigiliae Christianae 63 (2009): 429–67.
- Marcion’s Gospel and Luke: The History of Research in Current Debate. Journal of Biblical Literature 127 (2008): 513–27.
- Matthean Readings and Tertullian’s Accusations in Adversus Marcionem. Journal of Theological Studies 59 (2008): 580–97.